# Kájoni János Megyei Könyvtár
A Kájoni János Megyei Könyvtár a romániai Hargita megye legnagyobb állománnyal rendelkező közművelődési könyvtára. Az intézmény fenntartója Hargita Megye Tanácsa 
Elsősorban a Hargita megyében élő lakosság információs-, illetve olvasási- és művelődési igényeit látja el. 
Változatos szolgáltatásainak alapját közel 200.000 dokumentumból álló gyűjteményei képezik, könyvek, periodikák, audiovizuális, valamint elektronikus és egyéb dokumentumok. Évente mintegy 4000 regisztrált, aktív használója van.  Módszertani központ szerepét tölti be Hargita megye közkönyvtárai  felé, irányítja és egybehangolja a megye közművelődési könyvtárainak tevékenységét.
A mai intézmény jogelődjeként létrehozott városi könyvtár Csíkszeredában 1950 óta működik, a csíkszeredai könyvtárak története azonban jóval korábbra nyúlik vissza. Fennállása óta a könyvtár több szervezeti változáson, költözésen és névváltozáson esett át. 
Kájoni János nevét 2007 decemberében vette fel a könyvtár.
A könyvtár 2012-ben új székhelyre költözött, féléves  szünet után 2012 decemberében nyílik meg újra az intézmény. 
A csíkszeredai Stadion utcai új könyvtárépületben korszerű feltételek között, egy térben kapott helyet az összes könyvtári szolgáltatás.   Így az intézmény valóban megfelelhet  sokoldalú szolgáltatói és kulturális feladatkörének. A könyvtárhasználók  funkcionálisan kialakított,  modern igényeknek megfelelően felszerelt közszolgálati tereket vehetnek birtokba.

## Történeti adatok
Csíkszereda könyvtári múltja Csíksomlyóhoz kapcsolódik. A székelyföldi könyvkultúra műemlékeként számon tartott Csíksomlyói Ferences Rendház Könyvtára , az egyetlen máig fennmaradt erdélyi katolikus egyházi könyvtár, története a 15. századra nyúlik vissza. A másik jelentős helyi könyvtár, a csíksomlyói ferencesek által a kolostor mellett alapított iskola, a későbbi Csíksomlyói Római Katolikus Gimnázium könyvtára volt, amelynek könyveiről 1630-ból ismeretes az első feljegyzés. E könyvtárak újabb, elsősorban 19-20. századi könyvanyaga 1978-ban került az akkori megyei könyvtárba.
Csíkszeredában és környékén nyilvános könyvtári kezdeményezésekről  a 19. század közepétől vannak rögzített adatok.
A mai Kájoni János Megyei Könyvtár jogelődjeként létrehozott csíkszeredai városi könyvtár fennállásától, az 1950-es évek óta több névváltoztatáson, szervezeti változáson és költözésen esett át. 
Csíkszereda megyeszékhellyé válása, (1968) után  a könyvtár az akkor új Városi Művelődési Ház épületében kapott otthont, és megyei könyvtárként működött. 
Az 1970-es évektől a könyvtár több részlege működött hosszabb-rövidebb ideig a Mikó-vár épületében, a Csíkszeredai Múzeum székhelyén.
1990-ben a könyvtár újabb épületben kapott helyiségeket, t0bb részlege  – a  Feldolgozó részleg,  a Módszertani- és a Bibliográfiai részleg  – átköltözött a  Szakszervezetek Művelődési Házának épületébe. Továbbra is a csíkszeredai múzeum (Mikó-vár) épületében maradt a Gyermekkönyvtár, a Könyvkötészet, az 1978-ban létrehozott Dokumentációs részleg, valamint 1990-től a Művészeti-történelmi részleg is itt kapott helyet.
1990 – 2000 között három különböző épületben működtek a megyei könyvtár részlegei: a Szakszervezetek Művelődési Házában, a  Városi Művelődési Házban és a Csíki Székely Múzeum  székhelyén, a Mikó-várban.
2007 decemberétől a könyvtár hivatalosan felvette a Kájoni János Megyei Könyvtár nevet. A névadó ünnepség, amelyre 2008.  február 21-én került sor, kiemelkedő esemény volt az intézmény életében.  
A könyvtár új nevével az általa szolgált közösség számára is jelezni kívánja azonosulását azzal a kulturális eszménnyel, amelyet Kájoni János ferencrendi szerzetes (Jegenye, 1629 vagy 1630 – Gyergyószárhegy 1687. április 25.) személyisége képvisel. 
2008.  február 21-én került sor a névadó ünnepségre, amely  kiemelkedő esemény volt az intézmény életében.
Az ünnepségen elhangzott előadások megemlékeztek Kájoni János   munkásságának jelentőségéről.
2011-ben a  csíkszeredai Mikó-vár épületében működő részlegek a Csíki Székely Múzeum székhelyének teljes felújítása miatt  átköltöztek Csíkszereda Polgármesteri Hivatalának épületébe. 
A Szakszervezetek Művelődési Házában 2012 júniusáig működtek könyvtár részlegei. 
2012-ben a Kájoni János Megyei Könyvtár új székhelyet kapott a Stadion utcai új, háromszintes épületben. A teljes állomány és az összes szolgáltatás egy helyen, modern könyvtári térben, korszerű feltételek közt válik elérhetővé. Az intézmény valóban multifunkcionális feladatokat láthat el, megújult szolgáltatásaival, méltó módon fogadhatja használóit.

## Tevékenysége

Az épület bejárata

A kulturális értékek összegyűjtése, megőrzése, az információhoz, a tudáshoz való hozzáférés  biztosítása a könyvtárak hagyományosan kialakult szerepe. Ezt a szerepet vállalva szervezte meg szolgáltatásait a Kájoni János Megyei Könyvtár.

### Megyei könyvtárként
Gyűjti azokat a dokumentumkategóriát, amelyre szükség van a megye területén élő lakosság információs, illetve olvasási és művelődési szükségleteinek ellátására. Irányítja és egybehangolja a Hargita megye területén működő közkönyvtárak tevékenységét, módszertani központ szerepét tölti be.
Kiemelt feladatának tekinti helyi – regionális szellemi értékeink megőrzését, széles körű megismertetését. Gyűjti a megyei vonatkozású helyismereti dokumentumokat. Folyamatosan építi a megyére vonatkozó sajtóbibliográfiát és a helyismereti adatbázisokat.  
Távhasználati lehetőségeket biztosít, lehetővé teszi a megye lakossága számára a saját és más könyvtárak állományának elérését online katalógus, valamint könyvtárközi kölcsönzés révén.

### Városi könyvtárként
Városi könyvtár szerepkörét is betölti, elsősorban a megyeszékhely, Csíkszereda lakossága veszi igénybe a könyvtári szolgáltatásokat. Változatos, sokféle igényt kielégítő  kulturális és szabadidős tevékenységekkel, rendezvényeivel  igyekszik folyamatosan jelen lenni a helyi közösség életében.  Ebben a vonatkozásban a könyvtár célkitűzése Csíkszereda egyik  közösségi színterévé válni, közösségi találkozóhellyé a különféle korosztályú, foglalkozású, társadalmi helyzetű egyének számára.

### Regionális és országos szerepköre
Felelősséget vállal a sepsiszentgyörgyi Bod Péter Megyei Könyvtárral együtt a romániai magyar könyvtárügy iránt; kiemelt szerepe van a romániai magyar könyvtárak összefogásában, a romániai magyar könyvtárak tevékenységének összehangolásában. Magyar nyelvű könyvtári képzéseket, továbbképzéseket szervez, mint az Országos Széchényi Könyvtár (OSZK) Könyvtári Intézetének kihelyezett képzőközpontja a 2008 márciusában megkötött együttműködési megállapodás értelmében.
Az intézmény vezetőjét, Kopacz Katalint,  a  romániai magyar könyvtárosok érdekvédelmi szervezete,  a Romániai Magyar Könyvtárosok Egyesülete (RMKE) 2009. március 28-i tisztújító közgyűlésén elnökévé választotta.
A Kájoni János Megyei Könyvtár az 1990-es évek óta több alkalommal adott otthont a romániai magyar könyvtárosok szakmai találkozóinak, konferenciáinak, szakmai képzéseknek.
A Romániai Magyar Könyvtárosok Egyesülete  mellett társszervezője és házigazdája volt a 2007. októberében Csíkszeredában szervezett  Romániai Magyar Könyvtárosok Egyesülete IV. Vándorgyűlésének.
2009. március 27-28. között ugyancsak a Kájoni János Megyei Könyvtárral karöltve szervezte meg az RMKE Csíkszépvízen  a VI. Vándorgyűlést és szakmai találkozót.
2010. november 3-5. között ismét közösen szervezték meg a VII. Vándorgyűlést Kászonaltízben – az Új utakon a hazai könyvtárak címmel szervezett értekezlet kiemelt témája a  könyvtári helyismereti munka átalakulása volt, valamint a lokális kulturális értékek megőrzésének lehetőségei a digitális korban.

## Gyűjteményei
A könyvtár szolgáltatásainak alapját a több mint 200000 dokumentumból álló gyűjteménye képezi, amely a tanuláshoz, kutatáshoz, kellemes és hasznos időtöltéshez nyújt lehetőséget. A gyűjtemény  nagy részét könyvek jelentik, de az időszaki kiadványok, továbbá az audiovizuális- és elektronikus dokumentumok gyűjteményét is gyarapítja a könyvtár.
1993 óta épített informatikai hálózatát folyamatosan fejlesztette az intézmény. A könyvtári állomány  és a könyvtárhasználat nyilvántartása számítógépes  adatbázisban történik. 2004-től a könyvtár honlapjáról elérhető folyamatosan bővített online katalógusa.
Ritka és muzeális értékű könyvek, valamint értékes helytörténeti kiadványok is megtalálhatók a könyvtár gyűjteményeiben. A Csíksomlyói Ferences Rendház Könyvtárának és a Csíkszeredai Római Katolikus Főgimnázium könyvtárának újabbkori, 19-20. századi anyagát 1978 óta itt őrzik. E két régi helyi könyvtár 1850 előtti állományának nagyobb része jelenleg a Csíki Székely Múzeum gyűjteményeiben található.   
Külön helyismereti gyűjteményként kezeli a könyvtár a Hargita megyére, illetve a Székelyföldre vonatkozó regionális-lokális tartalmú dokumentumokat. E gyűjtemények anyaga helyben használható a  Helyismeret és különgyűjtemények részlegén.
A Kájoni János Megyei Könyvtárban 2009 óta folyik digitalizáló tevékenység. Elsősorban a regionális vonatkozású régebbi helytörténeti dokumentumokat digitalizálják, amelyek a Székelyföld múltja, története, művelődéstörténete területén segíthetik a kutatók munkáját. 
A digitalizált kiadványok a Magyar Elektronikus Könyvtárban (MEK) válnak elérhetővé az Interneten, illetve az Elektronikus Periodika Archívumban (EPA).

## Szolgáltatásai

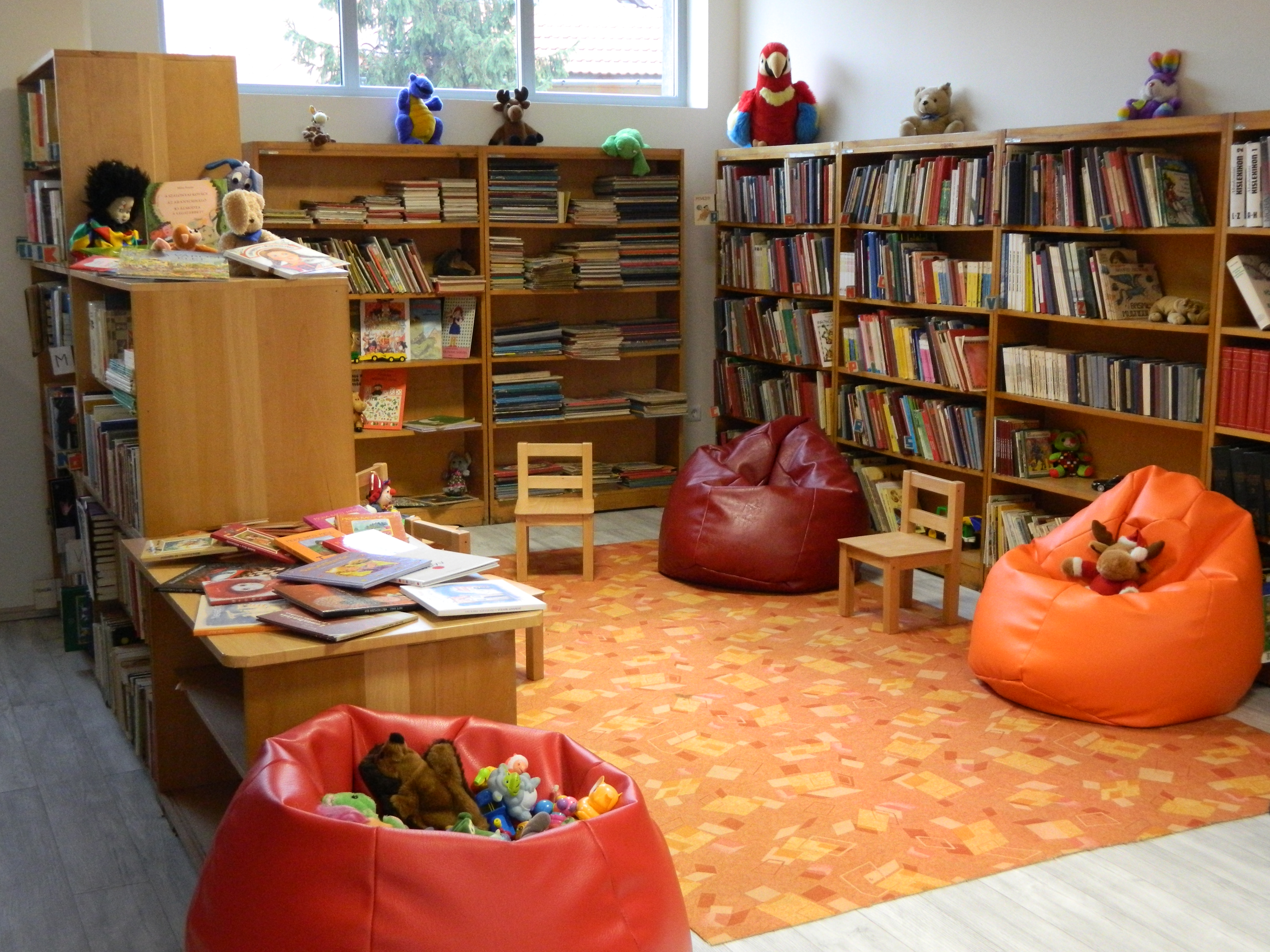
A Kájoni János Megyei Könyvtár gyerekkönyvtára, játéksarok

Bárki számára igénybe vehető szolgáltatások:
- információk a könyvtárról, gyűjteményeiről, szolgáltatásairól telefonon, vagy a könyvtárban bárki számára;
- online katalógus – távoli felhasználók számára  keresési lehetőség a könyvtár dokumentumai   közt;
- elektronikus könyvtár:   a könyvtár digitalizált dokumentumai  a  Magyar Elektronikus Könyvtárban (MEK) és az Elektronikus Periodika Adatbázisban (EPA) érhetők el;
- csoportos könyvtárlátogatás, könyvtári

Regisztrált  használók által igénybe vehető szolgáltatások:
- internethasználat, a könyvtári internetes számítógépek használata;
- a könyvtári dokumentumok, katalógusok, adatbázisok helyben használata;
- szkennelés könyvtári dokumentumokból.

Beiratkozott, érvényes olvasójeggyel igénybe vehető szolgáltatások:
- kölcsönzés a könyvtár dokumentumaiból, a beiratkozott, érvényes olvasójeggyel rendelkező olvasók részére;
- a kölcsönzött dokumentumok házhoz szállítása idős, vagy mozgáskorlátozott könyvtárhasználók részére;
- hangoskönyvek kölcsönzése nemlátók és gyengén látók részére;
- DVD-k kölcsönzése
- fénymásolás a könyvtári dokumentumokból;
- nyomtatás a könyvtár adatbázisaiból vagy  Internetről;
- tematikus könyvészeti anyag összeállítása;
- könyvkötés, diplomamunkák bekötése
- Elektronikus dokumentumküldő szolgáltatás.

Csoportok számára igénybe vehető szolgáltatások:
- Előzetes bejelentkezés alapján könyvtárbemutató;
- Csoportos könyvtári foglalkozások, a könyvtárban szervezett rendhagyó tanítási órák.

A könyvtár az európai könyvtári ajánlások szellemében, a  támogató, segítő tevékenységre fektet stratégiai hangsúlyt. 2009-ben ingyenes számítógépes képzést indított nyugdíjasok számára.
2009-ben az intézmény bekapcsolódott a Biblionet elnevezésű 5 éves országos könyvtárfejlesztési programba, amely révén a megyei könyvtár mellett  Hargita megye közkönyvtárainak nagy részében a használók számára az internet-kapcsolattal ellátott számítógépek ingyenesen állnak rendelkezésre.

## Rendezvényei
A Kájoni János Megyei Könyvtár könyvkiállításokat, író-olvasó találkozókat, könyvbemutatókat, könyvtári napokat, vetélkedőket és egyéb rendezvényeket szervez.
2006 áprilisában szervezte meg először a Könyvtár Hete című rendezvénysorozatot, amely azóta hagyománnyá vált.  A rendezvénysorozat célja, hogy a könyvtár szolgáltatásaira irányítsa a figyelmet.  Évente a Könyv és könyvtárosok nemzetközi napja, április 23. tájékán kerül sor rá.
Több alkalommal szervezett helyismereti témájú könyvtárhasználati vetélkedőt, kiállításokat, amelyek témája a lokális értékek iránti figyelem felkeltése volt. 
2007 -ben Csíkszereda  Önkormányzatának támogatásával valósította meg a Neves Csíkiak című vetélkedőt, amely neves helyi személyiségek évfordulóihoz kapcsolódott. Ugyanezzel a címmel 2007-ben és 2008-ban Csíkhoz kötődő neves személyiségek  portréit és rövid életrajzát bemutató könyvjelzősorozatot adott ki. A 2008-as Csíkszeredai Városnapok keretében a portrésorozatot kiállításon is bemutatták.

## Külső hivatkozások
- A Kájoni János Megyei Könyvtár honlapja
- Cseke Gábor:  Neves csíkiak tárlata[halott link]
- Méltó nevet visel a megyei könyvtár – Hargita Népe . 2009. február 22.
- Kájoni János Megyei Könyvtár – Magyar Elektronikus Könyvtár
- Könyv mindig lesz ... Beszélgetés Kopacz Katalinnal, a Kájoni János Megyei Könyvtár igazgatójával. Hargita Népe 2012. április 25.